# خنتكاوس الثالثة
خنتكاوس الثالثة، هي ملكة مصرية قديمة عاشت في عهد الأسرة الخامسة. لقبها كان «زوجة الملك» ويحتمل أنها كانت زوجة الفرعون نفر إف رع وأم الفرعون منكاو حور كايو. لقبها تغير إلي «والدة الملك» بعد أن أصبح إبنها الملك
في 4 يناير 2015، اكتشف أثريون من دولة التشيك مقبرتها حسب ما أعلنت السلطات المصرية. وقد أعلن وزير الآثار المصري ممدوح الدماطي، أعلن أن وجود خنتكاوس كان أمرًا مجهولًا قبل هذا الكشف. تم التعرف على ملكتين مصريتين سابقتين تحملان نفس الاسم.

## المقبرة
تقع مقبرة خنتكاوس في أبي صير، حيث توجد العديد من أهرامات فراعنة الأسرة الخامسة، من بينهم نفر إف رع. عُثر على المقبرة بالقرب من المجمع الجنائزي لنفر إف رع بواسطة فريق أثري تشيكي بقيادة ميروسلاف بارتا من جامعة تشارلز، براغ، بالتعاون مع الأثريين المصريين. كان اسم خنتكاوس وألقابها منقوشةً على الجدران الداخلية للمقبرة، ربما بواسطة البنائين. الرسومات الموجودة هناك تعرفها على أنها «زوجة الملك» و«أم الملك» مما يدل على تقلد ابنها العرش. التماثيل والأواني الحجرية الأربعة والعشرون، بالإضافة لأربع أواني نحاسية - والتي كانت جزءاً من الأشياء الجنائزية - عُثر عليها أيضاً في المقبرة. ترجع المقبرة إلى منتصف عهد الأسرة الخامسة.
يعتقد الأثريون الذين عثروا على المقبرة أنها لزوجة نفر إف رع اعتماداً على موقعها القريب من مجمعه الجنائزي، في مقبرة صغيرة إلى الجنوب الشرقي منه.
أعلن الدماطي: «إن هذا الاكتشاف من شأنه أن يوضح بعض الجوانب الخفية لفترة حكم الأسرة الخامسة والأسرة الرابعة التي شهدت بناء أولي الأهرامات.».